# Jacques Pras
Jacques Pras (Bréville, 12 giugno 1924 – Cognac, 19 luglio 1992) è stato un ciclista su strada francese.
Professionista tra il 1947 ed il 1954, vinse una tappa al Tour de France.

## Carriera
Corse per la Peugeot, la Terrot, l'Alcyon-Dunlop e la Rochet, conseguendo due vittorie, la Bordeaux-Angoulème nel 1947 e la tappa di La Rochelle al Tour de France 1948. Fu sesto ai campionati francesi nel 1948. Partecipò a un'edizione del Tour de France.

## Palmarès
- 1947 (Peugeot-Dunlop, una vittoria)

Bordeaux-Angoulème
- 1948 (Peugeot-Dunlop, una vittoria)

4ª tappa Tour de France (Nantes > La Rochelle)
- 1959 (una vittoria)

Poitiers-Saumur-Poitiers

## Altri successi
- 1950

Criterium di Brive
- 1958

Boucles d'Allassac

## Piazzamenti

### Grandi giri
- Tour de France

1948: ritirato (14ª tappa)